# Oblanca
Oblanca fue una localidad española perteneciente al antiguo municipio de Láncara de Luna, en la provincia de León, comunidad autónoma de Castilla y León. Desapareció bajo las aguas del embalse de Barrios de Luna, lo mismo que la capital de su ayuntamiento y los pueblos de Arévalo, Campo de Luna, La Canela, Casasola, Cosera, Lagüelles, Miñera, Mirantes de Luna, El Molinón, San Pedro de Luna, o de los Borricos, Santa Eulalia de las Manzanas, Trabanco y Ventas de Mallo

## Geografía física

### Ubicación
El pueblo estaba situado en un valle rodeado de peñas en la margen derecha de un arroyo que bajaba de Caldas de Luna y Robledo de Caldas para desembocar en el río Luna.

## Historia
siglo XIX
En el siglo XIX Pascual Madoz en su Diccionario Geográfico lo describió como lugar del Ayuntamiento de Láncara, partido judicial de Murias de Paredes, audiencia territorial y capitanía general de Valladolid y diócesis de Oviedo. Tenía una iglesia parroquial llamada de San Miguel. Las aguas potables eran de buena calidad. Se producía grano, legumbres, lino y se cultivaban buenos pastos para la cría del ganado; contaban con caza y pesca. Además hubo una industria de fabricación de paños del país llamados «caldas».
siglo XX
En 1956 se construyó para zonas de regadío del Páramo Leonés y la comarca del río Órbigo el embalse de Barrios de Luna cuyo proyecto databa de 1935-1936 y que provocó la despoblación de 14 pueblos: El Ayuntamiento de Láncara de Luna quedó sumergido junto con sus pueblos Arévalo, Campo de Luna, La Canela, Casasola, Cosera de Luna, Lagüelles, Láncara de Luna, Miñera, El Molinón, Oblanca, San Pedro de Luna, Santa Eulalia de las Manzanas, Truva y Ventas de Mallo.

Oblanca
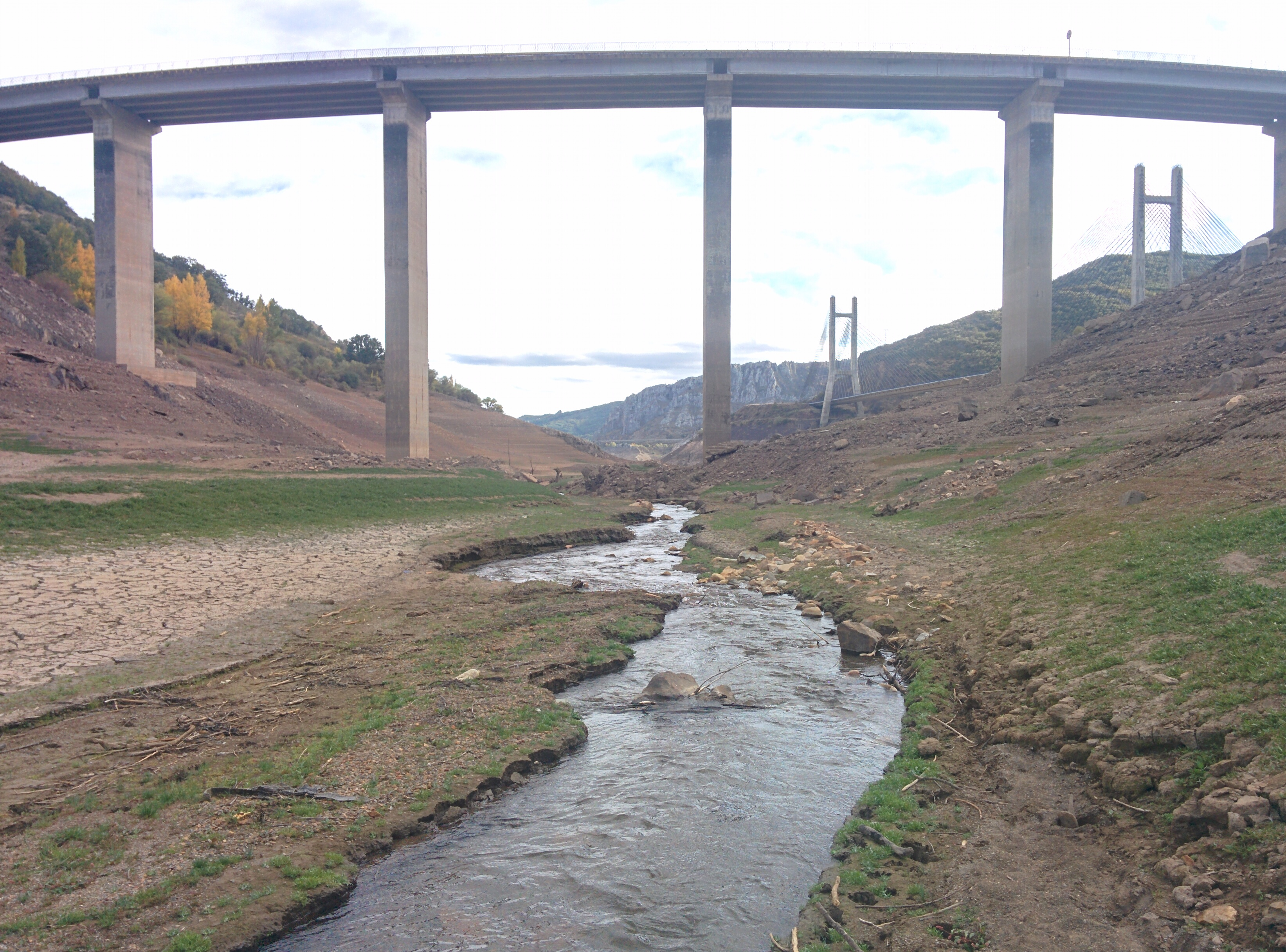
Oblanca y su arroyo durante la sequía del embalse en 2017
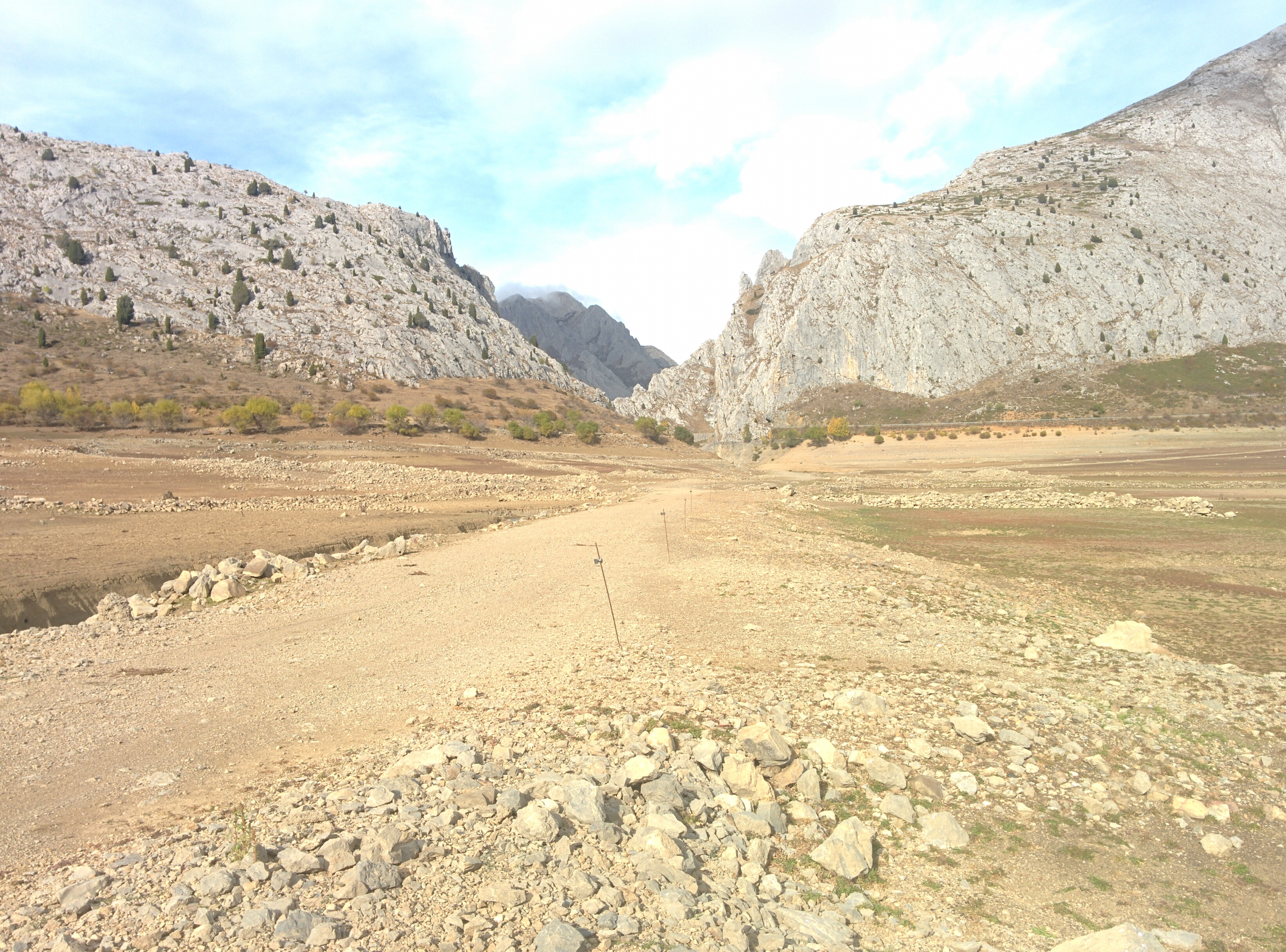
Oblanca durante la sequía de 2017
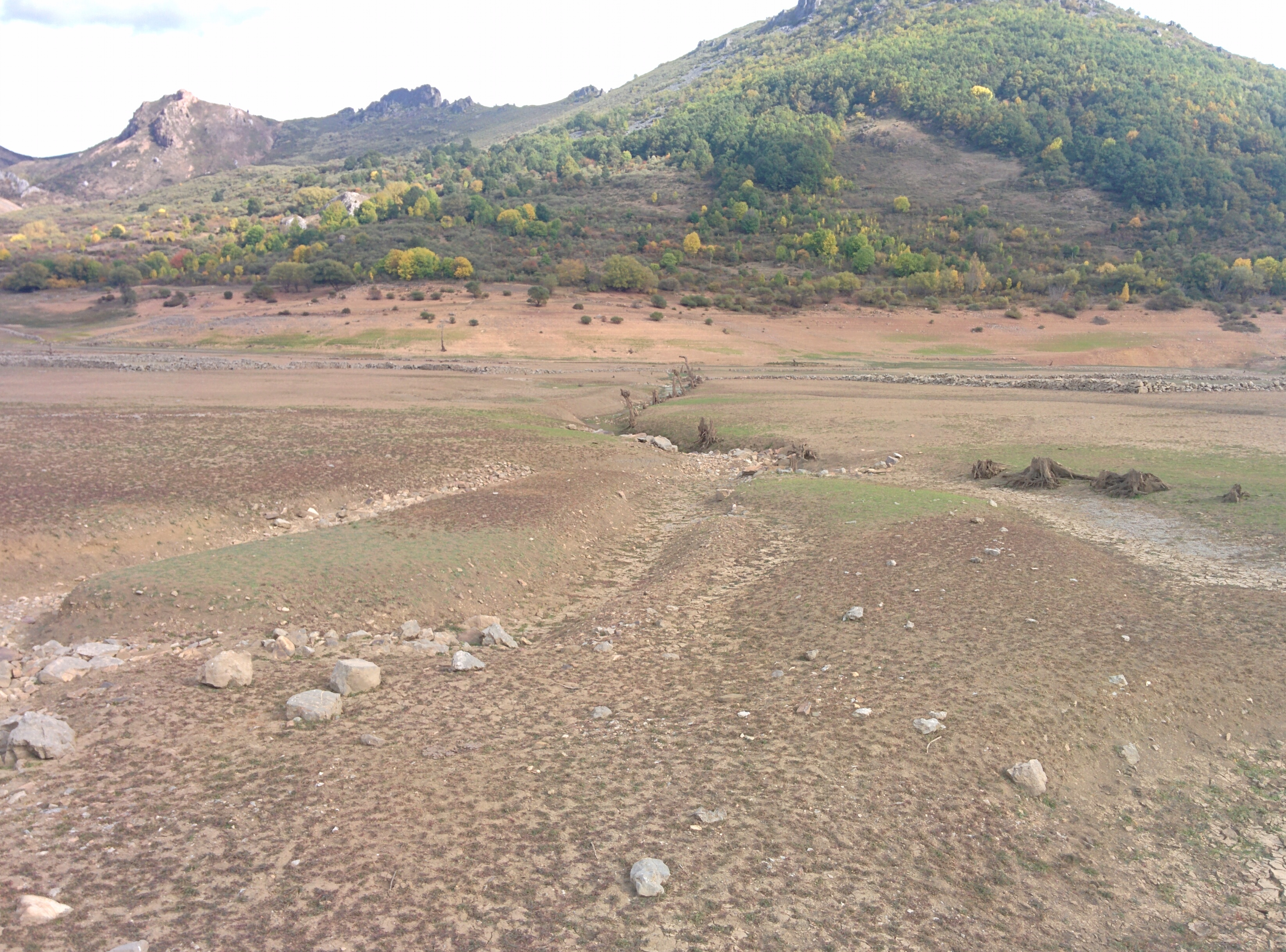
Oblanca, piedras y sequía